# Delfin Albano
Delfin Albano é um município de  quarta classe de renda municipal (d) na província Isabela, nas Filipinas. De acordo com o censo de 1 de maio  de  2020 possui uma população de 29 928 pessoas e 7 829 domicílios.